# Décès en décembre 2013
Décès
- 2009
- 2010
- 2011
- 2012
- 2013
- 2014
- 2015
- 2016
- 2017

Pour une information complémentaire, voir la page d'aide.

| Date         | Nom                            | Activités | Âge      | Source |
| ------------ | ------------------------------ | --- | -------- | --- |
| 1er décembre | Alfonso Armada                 | Militaire espagnol. | 93       | |
| 1er décembre | Heinrich Boere                 | Criminel de guerre néerlandais, officier SS.                                                                                     | 92       | |
| 1er décembre | Richard Coughlan               | Musicien britannique. | 66       | (en) |
| 1er décembre | André Halimi                   | Journaliste et producteur de télévision français.                                                                                | 83       | |
| 1er décembre | Nicole Quétin                  | Peintre, lithographe et graveuse française.                                                                                      | 79       | |
| 1er décembre | André Schiffrin                | Éditeur franco-américain. | 78       | Pascal Riché, « Mort du rebelle de l’édition américaine, André Schiffrin », sur Rue89, nouvelobs.com, 2 décembre 2013 |
| 1er décembre | Martin Sharp                   | Artiste australien. | 71       | |
| 1er décembre | Dany Vandenbossche             | Homme politique belge. | 57       | (nl) |
| 2 décembre   | Jean-Claude Beton              | Industriel français, fondateur d'Orangina.                                                                                       | 88       | |
| 2 décembre   | François Lebrun                | Historien français. | 90       | |
| 2 décembre   | Junior Murvin                  | Chanteur jamaïcain de reggae. | 64       | |
| 2 décembre   | Pedro Rocha                    | Footballeur uruguayen. | 70       | (pt) |
| 2 décembre   | Christopher Evan Welch         | Acteur américain. | 48       | |
| 3 décembre   | Fernando Argenta               | Journaliste et présentateur de télévision espagnol.                                                                              | 68       | (es) |
| 3 décembre   | Paul Aussaresses               | Militaire français. | 95       | |
| 3 décembre   | Ahmed Fouad Najm               | Poète égyptien. | 84       | |
| 3 décembre   | Ida Pollock                    | Romancière britannique. | 105      | |
| 3 décembre   | Sacha Sosno                    | Sculpteur français. | 76       | |
| 4 décembre   | McDonald Bailey                | Athlète britannique, médaillé de bronze aux Jeux olympiques d'été de 1952.                                                       | 93       | (en) |
| 4 décembre   | Yvon Toussaint                 | Journaliste et écrivain belge.                                                                                                   | 80       | |
| 5 décembre   | Pierre Aliker                  | Homme politique français, martiniquais, centenaire.                                                                              | 106      | |
| 5 décembre   | Jean-Luc Benoziglio            | Écrivain suisse. | 72       | |
| 5 décembre   | Christian Bouqueret            | Collectionneur français d'art.                                                                                                   | 63       | |
| 5 décembre   | Günther Förg                   | Artiste peintre allemand. | 61       | (de) |
| 5 décembre   | Nelson Mandela                 | Homme d'État sud-africain, Président (1994-1999), figure historique de la lutte anti-apartheid, co-prix Nobel de la paix (1993). | 95       | |
| 5 décembre   | Colin Wilson                   | Écrivain britannique. | 82       | (en) |
| 6 décembre   | Jean-Pierre Desthuilliers      | Écrivain, poète et éditeur français.                                                                                             | 74       | |
| 6 décembre   | Tom Krause                     | Chanteur lyrique, baryton-basse finlandais.                                                                                      | 79       | |
| 6 décembre   | Henri Maldiney                 | Philosophe français. | 101      | |
| 6 décembre   | Stan Tracey                    | Pianiste et compositeur britannique de jazz.                                                                                     | 86       | (en) |
| 6 décembre   | Alain Vigner                   | Écrivain et agriculteur français.                                                                                                | 93       | |
| 6 décembre   | Louis Waldon                   | Acteur américain. | 78       | (en) |
| 7 décembre   | Nadezhda Ilyina                | Athlète soviétique, médaillée de bronze en relais 4 × 400 mètres aux Jeux olympiques d'été de 1976.                              | 64       | (ru) |
| 7 décembre   | Eero Kolehmainen               | Skieur de fond finlandais, médaillé d'argent aux Jeux olympiques d'hiver de 1952.                                                | 95       | (fi) |
| 7 décembre   | Édouard Molinaro               | Réalisateur français. | 85       | |
| 7 décembre   | Rafa Nasiri                    | Peintre irakien. | 72 ou 73 | |
| 8 décembre   | Mado Maurin                    | Actrice française. | 98       | |
| 8 décembre   | Ernest Sauter                  | Compositeur allemand. | 84       | (de) |
| 8 décembre   | Sándor Szokolay                | Compositeur hongrois. | 82       | (hu) |
| 8 décembre   | Richard S. Williamson          | Homme politique américain. | 64       | (en) |
| 9 décembre   | Eleanor Parker                 | Actrice américaine. | 91       | |
| 10 décembre  | Maurice Benoit                 | Hockeyeur sur glace canadien, médaillé d'argent aux Jeux olympiques d'hiver de 1960.                                             | 81       | (en) |
| 10 décembre  | Youssouf Tata Cissé            | Ethnologue et historien malien.                                                                                                  | 78       | |
| 10 décembre  | Jean-Louis Foulquier           | Acteur et animateur de radio français, fondateur des Francofolies de La Rochelle.                                                | 70       | |
| 10 décembre  | Jim Hall                       | Guitariste américain de jazz. | 83       | |
| 10 décembre  | Luis Ortiz Macedo              | Architecte mexicain. | 80       | (es) |
| 10 décembre  | Rossana Podestà                | Actrice italienne. | 79       | |
| 11 décembre  | Nadir Afonso                   | Artiste peintre portugais. | 93       | (pt) |
| 11 décembre  | Kate Barry                     | Photographe britannique. | 46       | |
| 11 décembre  | Michel Chaillou                | Écrivain français. | 83       | |
| 11 décembre  | Regina Derieva                 | Poète russe. | 64       | (en) |
| 11 décembre  | Gipo Farassino                 | Chanteur et homme politique italien.                                                                                             | 79       | |
| 12 décembre  | Robert Barbault                | Biologiste français. | 70       | |
| 12 décembre  | Général Alcazar                | Auteur-compositeur-interprète français.                                                                                          | 63       | |
| 12 décembre  | Zbigniew Karkowski             | Compositeur polonais. | 55       | (en) |
| 12 décembre  | Pierre Malar                   | Chanteur français. | 89       | |
| 12 décembre  | Angelo Menon                   | Coureur cycliste italien. | 93       | (nl) |
| 12 décembre  | Abdul Quader Molla             | Chef islamiste, homme politique et écrivain bangladais.                                                                          | 65       | (en) |
| 12 décembre  | Jang Song-taek                 | Homme politique nord-coréen. | 67       | |
| 12 décembre  | Audrey Totter                  | Actrice américaine. | 95       | (en) |
| 13 décembre  | Maya Inchikian                 | Chimiste arménienne | 83       | (hy) |
| 13 décembre  | Horst Tomayer                  | Poète, chroniqueur et acteur allemand.                                                                                           | 75       | (de) |
| 14 décembre  | G.W.S. Barrow                  | Historien britannique. | 89       | (en) |
| 14 décembre  | John Cornforth                 | Chimiste australien, colauréat du prix Nobel de chimie en 1975.                                                                  | 96       | (en) |
| 14 décembre  | Janet Dailey                   | Romancière américaine. | 69       | (en) |
| 14 décembre  | Dennis Lindley                 | Statisticien britannique. | 90       | (en) |
| 14 décembre  | Peter O'Toole                  | Producteur, acteur de théâtre et de cinéma britannique, d'origine irlandaise.                                                    | 81       | |
| 14 décembre  | Jacques Proulx                 | Animateur de radio québécois. | 78       | |
| 14 décembre  | France Roche                   | Journaliste française. | 92       | |
| 14 décembre  | Abou El Kacem Saâdallah        | Historien algérien. | 83       | |
| 15 décembre  | Harold Camping                 | Animateur de radio américain. | 92       | (en) |
| 15 décembre  | Joan Fontaine                  | Actrice britanno-américaine. | 96       | |
| 15 décembre  | Denis Gravereaux               | Acteur franco-canadien, québécois.                                                                                               | 52       | |
| 15 décembre  | Zvi Yanai                      | Écrivain israélien. | 78       | (en) |
| 16 décembre  | Ray Price                      | Chanteur américain de musique country.                                                                                           | 87       | (en) |
| 16 décembre  | Lolita Sevilla                 | Actrice et chanteuse espagnole.                                                                                                  | 78       | (es) |
| 17 décembre  | Fred Bruemmer                  | Photographe naturaliste et écrivain canadien d'origine lettone.                                                                  | 85       | (en) |
| 17 décembre  | Ricardo María Carles Gordó     | Cardinal espagnol, archevêque émérite de Barcelone.                                                                              | 87       | (es) |
| 17 décembre  | Geneviève Couteau              | Peintre, dessinatrice, graveuse et décoratrice de théâtre française.                                                             | 88 ou 89 | |
| 17 décembre  | Janet Rowley                   | Généticienne américaine. | 88       | (en) |
| 18 décembre  | Ronnie Biggs                   | Malfaiteur anglais. | 84       | (en) |
| 18 décembre  | Martin Koeman                  | Footballeur international néerlandais.                                                                                           | 75       | (nl) |
| 18 décembre  | Jean Thibaudeau                | Écrivain français. | 78       | |
| 18 décembre  | Paul Torday                    | Romancier anglais. | 67       | |
| 19 décembre  | Winton Dean                    | Musicologue britannique. | 97       | (en) |
| 19 décembre  | Herb Geller                    | Saxophoniste américain. | 85       | (de) |
| 19 décembre  | José Gutiérrez Rebollo         | Général mexicain. | 79       | (en) |
| 19 décembre  | Fouad Jawhar                   | Artiste peintre libanais. | 69       | (ar) |
| 19 décembre  | Ružica Sokić                   | Actrice serbe. | 79       | (en) |
| 20 décembre  | Pyotr Bolotnikov               | Athlète soviétique, médaillé d'or aux Jeux olympiques d'été de 1960.                                                             | 84       | (ru) |
| 20 décembre  | Gyula Maár                     | Réalisateur hongrois. | 80       | (hu) |
| 20 décembre  | Reginaldo Rossi                | Musicien et auteur-compositeur brésilien.                                                                                        | 69       | (pt) |
| 21 décembre  | Ahmed Asmat Abdel-Megid        | Diplomate égyptien. | 90       | (ar) |
| 21 décembre  | Edgar Bronfman Sr.             | Homme d'affaires canado-américain.                                                                                               | 84       | |
| 21 décembre  | Alain Buffard                  | Danseur et chorégraphe français.                                                                                                 | 53       | |
| 21 décembre  | David Coleman                  | Journaliste sportif britannique.                                                                                                 | 87       | (en) |
| 21 décembre  | Lars Edlund                    | Compositeur, organiste et professeur de musique suédois.                                                                         | 91       | (en) |
| 21 décembre  | Peter Geach                    | Philosophe britannique. | 97       | (en) |
| 22 décembre  | Pran Chopra                    | Journaliste indien. | 92       | (en) |
| 22 décembre  | Hans Hækkerup                  | Homme politique danois, ancien ministre de la défense (1993-2000).                                                               | 68       | (da) |
| 23 décembre  | Chryssa                        | Artiste peintre et sculptrice américano-grecque.                                                                                 | 84       | (en) |
| 23 décembre  | Mikhaïl Kalachnikov            | Inventeur russe (fusil d’assaut AK-47).                                                                                          | 94       | |
| 23 décembre  | Yusef Lateef                   | Musicien et compositeur américain de jazz.                                                                                       | 93       | (en) |
| 23 décembre  | Ricky Lawson                   | Batteur américain. | 59       | |
| 23 décembre  | José Ortiz                     | Dessinateur espagnol de BD. | 81       | (en) |
| 23 décembre  | András Pándy                   | Tueur en série belge. | 86       | |
| 23 décembre  | Lazaro Rivas                   | Lutteur cubain, médaillé d'argent aux Jeux olympiques d'été de 2000.                                                             | 38       | (es) |
| 23 décembre  | Vito Rizzuto                   | Présumé parrain de la mafia montréalaise.                                                                                        | 67       | |
| 23 décembre  | Viktor Sarianidi               | Archéologue russe. | 84       | (en) |
| 24 décembre  | Frédéric Back                  | Illustrateur et cinéaste d'animation canadien, québécois (dont L'Homme qui plantait des arbres).                                 | 89       | |
| 24 décembre  | Gunnar Ericsson                | Homme politique suédois. | 94       | (en) |
| 24 décembre  | Helga Maria Novak              | Poétesse allemande d'origine islandaise.                                                                                         | 78       | (de) |
| 24 décembre  | Jean Raux                      | Homme politique français. | 77       | |
| 24 décembre  | Jean Rustin                    | Artiste peintre français. | 85       | |
| 25 décembre  | Luis Humberto Gómez Gallo (en) | Ingénieur industriel et président du sénat de la république de Colombie.                                                         | 51       | (es) |
| 25 décembre  | Mike Hegan (en)                | Joueur de baseball (Brewers de Milwaukee) et annonceur américain (Indians de Cleveland).                                         | 71       | (en) |
| 25 décembre  | Jorge Loring (es)              | Prêtre jésuite espagnol. | 92       | (es) |
| 25 décembre  | Ismael Mathay Junior           | Homme politique philippin, maire de Quezon City.                                                                                 | 81       | (en) |
| 25 décembre  | Viktor Savelyev (ru)           | Chirurgien russe, héros du travail socialiste.                                                                                   | 86       | (ru) |
| 25 décembre  | Wilbur Thompson                | Athlète américain, champion olympique aux Jeux olympiques d'été de 1948.                                                         | 92       | (en) |
| 25 décembre  | Pierre Wininger                | Dessinateur français de BD. | 63       | |
| 26 décembre  | Nag Ansorge                    | Cinéaste d'animation suisse. | 88       | |
| 26 décembre  | Paul Blair                     | Joueur de baseball américain. | 69       | |
| 26 décembre  | Dinu Cocea                     | Réalisateur roumain. | 84       | (en) |
| 26 décembre  | Arthur Conte                   | Historien, écrivain et homme politique français.                                                                                 | 93       | |
| 26 décembre  | Marta Eggerth                  | Soprano et actrice hongroise. | 101      | (de) |
| 26 décembre  | Michel Tauriac                 | Journaliste et écrivain français.                                                                                                | 86       | |
| 27 décembre  | Mohammad Chatah                | Homme politique, économiste et diplomate libanais.                                                                               | 62       | |
| 27 décembre  | Patrick Crowby                 | Homme politique vanuatais, ministre de l'Intérieur en fonction et ancien maire de Port Vila.                                     | 55       | |
| 27 décembre  | Henry's                        | Funambule et acrobate français.                                                                                                  | 82       | |
| 27 décembre  | John Matheson                  | Homme politique canadien. | 96       | |
| 27 décembre  | Elvira Quintillá               | Actrice espagnole. | 85       | (es) |
| 28 décembre  | Halton Arp                     | Astronome américain. | 86       | (en) |
| 28 décembre  | Laurent Chappis                | Architecte et urbaniste français.                                                                                                | 98       | |
| 28 décembre  | Margrit Kennedy                | Architecte allemande. | 74       | (de) |
| 28 décembre  | Ilya Tsymbalar                 | Footballeur russo-ukrainien. | 44       | |
| 28 décembre  | André Verrier                  | Résistant français, Compagnon de la Libération.                                                                                  | 94       | |
| 29 décembre  | Catherine Bégin                | Comédienne québécoise. | 74       | |
| 29 décembre  | Wojciech Kilar                 | Compositeur polonais. | 81       | |
| 29 décembre  | Sandor Kiss                    | Sculpteur, peintre et dessinateur français et hongrois.                                                                          | 75       | |
| 29 décembre  | Besik Kudukhov                 | Lutteur russe, médaillé d'argent aux Jeux olympiques d'été de 2012 et de bronze à ceux de 2008.                                  | 27       | (en) |
| 30 décembre  | Charlie Hill                   | Acteur et humoriste américain.                                                                                                   | 62       | (en) |
| 30 décembre  | José María Maguregui           | Footballeur espagnol. | 79       | (es) |
| 30 décembre  | Eero Mäntyranta                | Fondeur finlandais, septuple médaillé olympique (1960, 1964, 1968).                                                              | 76       | |
| 30 décembre  | Ljubomir Tadić                 | Homme politique serbe. | 88       | (en) |
| 31 décembre  | Antonio Allocca                | Acteur italien. | 76       | (it) |
| 31 décembre  | James Avery                    | Acteur américain. | 68       | |
| 31 décembre  | Roberto Ciotti                 | Bluesman et guitariste italien.                                                                                                  | 60       | (it) |
| 31 décembre  | Al Porcino                     | Trompettiste américain de jazz.                                                                                                  | 88       | (en) |